# Charles Edward Francis Turner
Charles Edward Francis Turner, britanski general, * 1899, † 1990.